# Museo Arqueológico de Diyarbakır
El Museo Arqueológico de Diyarbakır (en turco Diyarbakır Arkeoloji Müzesi) es uno de los museos de Turquía. Está ubicado en la ciudad de Diyarbakır, situada en la provincia de su mismo nombre.
Un primer museo se creó en 1934 en la madrasa Zinciriye. La sede se trasladó en 1985 a otro edificio ubicado en la calle calle Elazığ, que se inauguró en 1993. Posteriormente, a partir de 2004 se inició un proyecto para convertir la Ciudadela de Diyarbakır en un complejo museístico, así que el museo arqueológico pasó a ocupar dos de los edificios de este conjunto histórico.

## Colecciones
El museo contiene una colección de piezas arqueológicas procedentes de excavaciones, compras, donaciones y confiscaciones de la región que abarca periodos comprendidos entre la Prehistoria y el Imperio otomano. Algunos de los objetos más significativos proceden de las excavaciones de Çayönü y Hallançemi, así como de la excavación de rescate del área del embalse de Ilısu.  
Los objetos más interesantes incluyen sarcófagos del periodo bizantino, estelas cuneiformes de Asiria, estatuas de época romana, objetos del periodo urartiano como vasijas y ornamentos; y monedas de diferentes periodos.
También hay objetos etnográficos como manuscritos, objetos religiosos, muebles, adornos, alfombras y otros textiles, entre los que destacan los de periodo de los artúquidas.

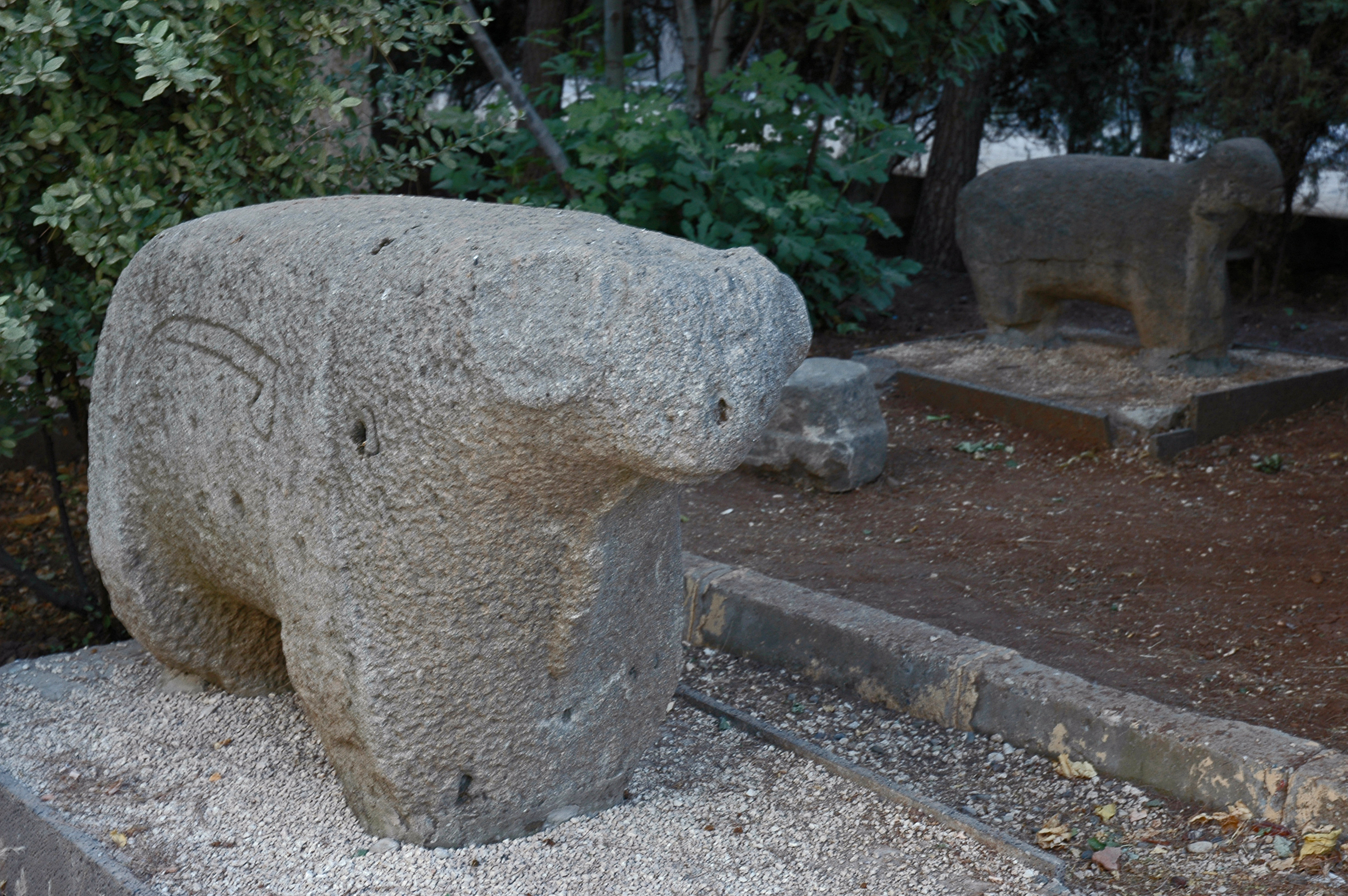
Lápidas funerarias con forma de carnero, típicas de las tribus Ak Koyunlu y Kara Koyunlu.